# Keziah Jones
Keziah Jones (ur. 10 stycznia 1968 w Lagos) – nigeryjski gitarzysta, wokalista. Jego muzyka jest połączeniem muzyki funk oraz bluesa. On sam określa ją mianem blufunk.

## Dyskografia
- Blufunk is A Fact (1992)
- African Space Craft (1995)
- Liquid Sunshine (1999)
- Black Orpheus (2003)
- Rhythm Is Love (2004)
- Nigerian Wood (2008)
- Captain Rugged  (2013)